# Eliofanografo

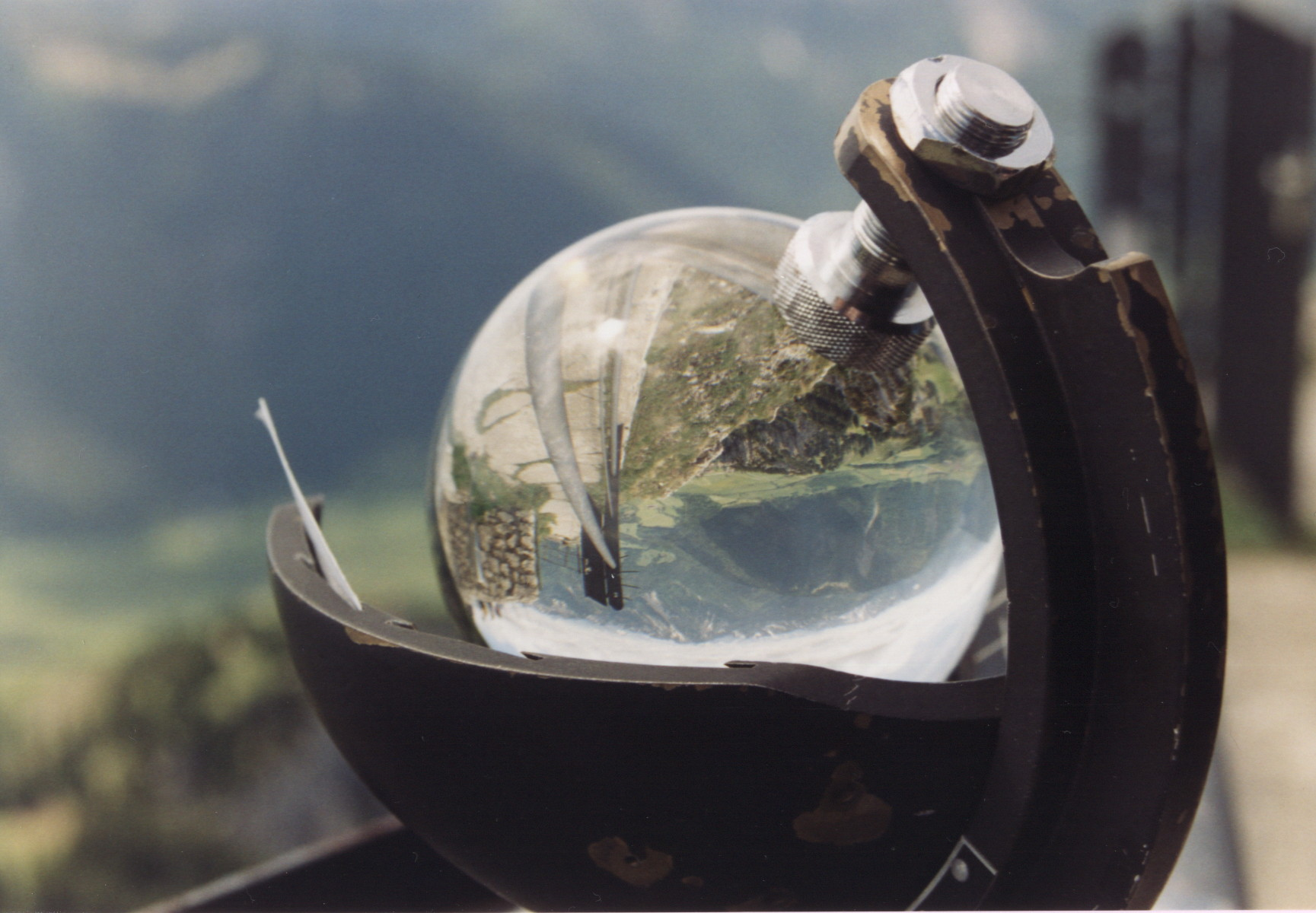
Un eliofanografo del tipo di Campbell–Stokes

L'eliofanografo è uno strumento utilizzato in meteorologia per misurare la durata dell'illuminazione solare (soleggiamento reale) ovverosia le ore e le frazioni di ora durante le quali il Sole è presente sopra l'orizzonte libero da nubi.
È costituito da una sfera di vetro ottico sostenuta ai poli da due
supporti posti alle estremità di un arco meridiano graduato, che permette di disporre
l'asse della sfera con un'inclinazione uguale ai gradi di latitudine del sito in cui è posta.
Sul piano equatoriale della sfera è situata una superficie sferica
cava e solidale con il sostegno graduato. Questa superficie è dotata
di una serie di scanalature longitudinali nelle quali vengono
poste delle strisce di carta diagrammata per la registrazione dei
dati. La carta speciale fotosensibile viene bruciata dai raggi del
Sole concentrati dalla sfera e dalla posizione e lunghezza delle
bruciature è possibile risalire all'orario ed alla durata dell'insolazione.